# Yūta Murase
Yūta Murase (japanisch 村瀬 勇太 Murase Yūta; * 28. Oktober 1989 in der Präfektur Chiba) ist ein ehemaliger japanischer Fußballspieler.

## Karriere
Murase erlernte das Fußballspielen in der Schulmannschaft der Ryutsu Keizai University Kashiwa High School und der Universitätsmannschaft der Ryūtsū-Keizai-Universität. Seinen ersten Vertrag unterschrieb er 2012 bei Matsumoto Yamaga FC. Der Verein aus Matsumoto spielte in der zweiten japanischen Liga, der J2 League. 2013 wurde er an den Drittligisten Fujieda MYFC nach Fujieda ausgeliehen. 2014 wechselte er zum ReinMeer Aomori FC. Mit ReinMeer spielte er in der fünften Liga, der Tohoku Soccer League. Hier trat der Klub in der Division 1 an. 2015 wurde er mit ReinMeer Vizemeister und stieg in die vierte Liga auf. 2018 nahm ihn Ligakonkurrent Nara Club aus Nara unter Vertrag. Hier unterschrieb er einen Zweijahresvertrag. Vanraure Hachinohe, ein Drittligist aus Hachinohe, nahm ihn die Saison 2020 unter Vertrag. Nach einem Jahr wechselte er 2021 wieder in die vierte Liga. Hier schloss er sich dem FC Maruyasu Okazaki aus Okazaki an. Hier bestritt er 53 Ligaspiele. Nach der Saison 2024 beendete er seine Karriere als Fußballspieler.